# Acanthocepola indica
Acanthocepola indica es una especie de peces de la familia Cepolidae en el orden de los Perciformes.

## Distribución geográfica
Se encuentra en KwaZulu-Natal (Sudáfrica), India, Japón y Taiwán.